# Drosophila urubamba
Drosophila urubamba este o specie de muște din genul Drosophila, familia Drosophilidae, descrisă de Vilela și Guido Pereira în anul 1993.
Este endemică în Peru. Conform Catalogue of Life specia Drosophila urubamba nu are subspecii cunoscute.